# Ha'afeva
Ha'afeva è un'isola delle Tonga. Amministrativamente appartiene alla divisione Haʻapai, nel distretto di Lulunga. 
Nel 2021 la popolazione dell'isola è di 192, la maggior parte dei quali risiede nella parte sud-orientale dell'isola. Kolongatata è il nome comunemente dato al villaggio di Haʻafeva ed è un riferimento all'esposizione di Haʻafeva ai forti venti. L'insediamento è diviso nelle aree residenziali di Hahake, Hihifo, Tu'a Kolo, Loto Kolo e Uta.
L'isola può essere raggiunta solo in nave poiché non è presente un aeroporto. Ci sono collegamenti regolari in traghetto con Tongatapu e Lifuka.

## Storia

### Civiltà di Lapita
Haʻafeva ospita un sito di scavi soprannominato Mele Havea. Centinaia di pezzi delle prime ceramiche Lapita orientali sono stati portati alla luce lì nel 1996 e nel 1997 insieme a vari altri manufatti dei primi insediamenti. La datazione al carbonio colloca questi manufatti tra il 2690 e il 2490 a.C. circa.

### Tu'uhetoka
Haʻafeva è la terra di origine della dinastia di Tu'uhetoka (ora fusa con Lasike).  Fu Moatunu, uno dei loro antenati, che una volta salvò Tāufaʻāhau I dalla perdita di una battaglia decisiva e persino dalla morte nella Battaglia di Velata (località presso Tongoleleka) del 1826. 
Quando Tāufaʻāhau I venne ad Haʻafeva per chiedere aiuto al capo nella sua guerra contro Laufilitonga, l'ultimo Tuʻi Tonga, il capo non voleva aiutarlo, essendo fedele a Laufilitonga. Ma quando la sorella di Moatunu minacciò di andare in guerra lei stessa, cambiò lealtà e ha combattuto al fianco di Tāufaʻāhau. Quest'ultimo è stato poi colpito alla testa da diversi aggressori e cadde a terra privo di sensi. Moatunu continuò a combattere tutti i nemici fino a quando Tāufaʻāhau non è tornato cosciente.  
In seguito questo guerriero fu chiamato "Tuʻu-he-toka" ("In piedi mentre il capo dorme"). Se Tāufaʻāhau I fosse stato un cittadino comune invece che un capo, il termine corretto sarebbe Tuʻu-he-mohe; se fosse stato re, sarebbe stato usato Tuʻu-he-tōfā.

### Storia recente
Haʻafeva doveva essere la destinazione della sfortunata MV Princess Ashika, un traghetto di linea partito da Tongatapu che è affondato il 5 agosto 2009, provocando 74 vittime. La maggior parte delle persone uccise erano donne e bambini. Come è consuetudine a Tonga, gli uomini dormono sui ponti delle barche, mentre i bambini e le donne si rifugiano all'interno.

## Geografia
Ha'afeva si trova a circa 130 km a nord di Tongatapu. Si tratta di un'isola corallina e ha una superficie totale di circa 1,81 km² con una lunghezza di circa 2 km e una larghezza di circa 1 km.
Haʻafeva è l'isola principale del distretto di Lulunga.
È presente un piccolo lago a ovest, conosciuto come Matahiva. 